# Colbaque

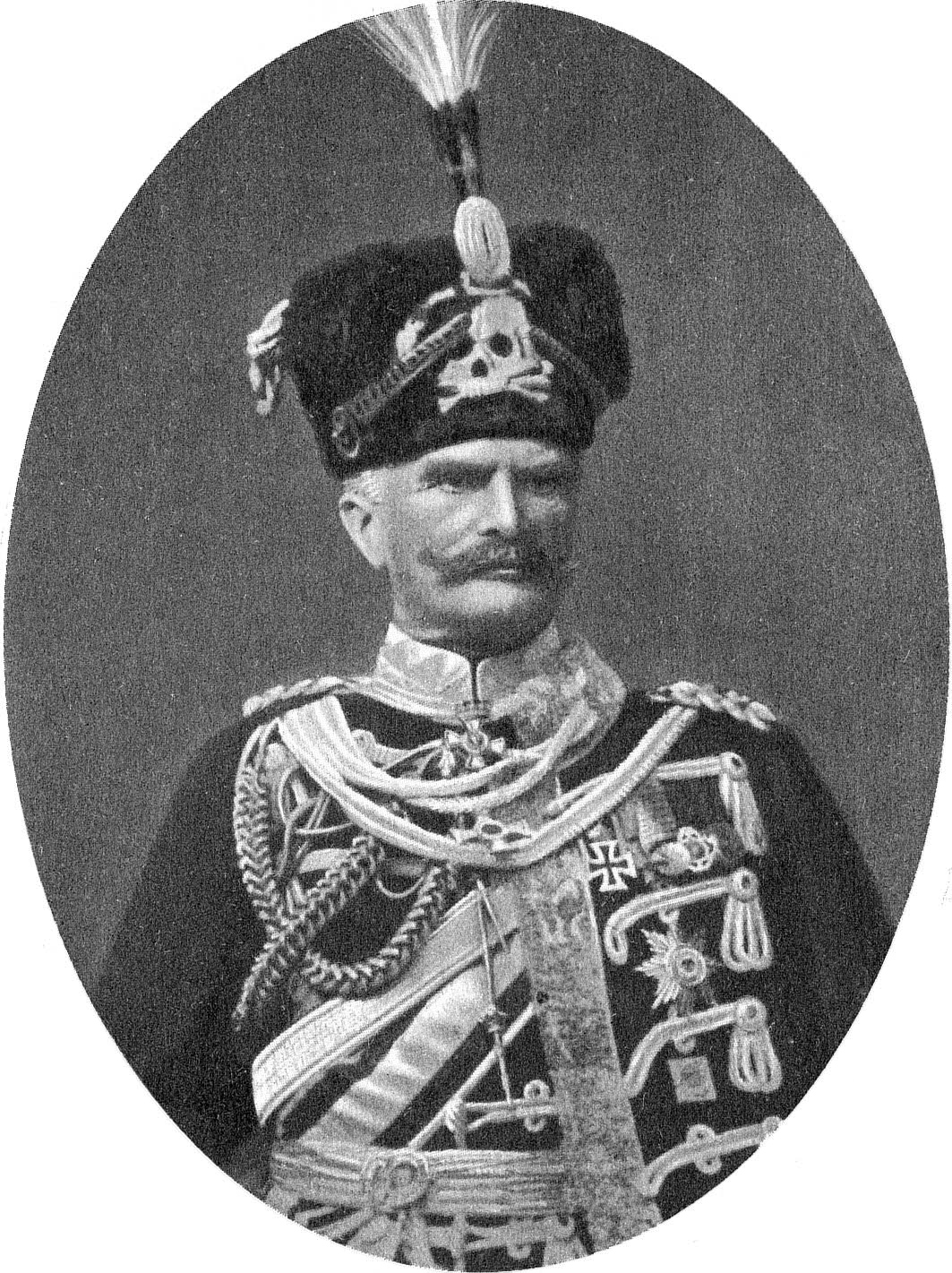
Colbaque do marechal-de-campo alemão August von Mackensen

Colbaque é um boné militar de formato cilíndrico feito de pêlo animal.
Tal adereço foi muito popular entre os povos da Turquia e as cavalarias de hussardos de países europeus até a Primeira Guerra Mundial.